# Angel (film, 2007)
Pour les articles homonymes, voir Angel.
Pour plus de détails, voir Fiche technique et Distribution.
Angel est un drame franco-belgo-britannique réalisé par François Ozon, sorti en 2007. Il est adapté du roman d'Elizabeth Taylor.

## Synopsis
À Noley en Angleterre en 1905, Angel Deverell est orpheline de père, fille unique d'une épicière, élevée dans la pauvreté. Elle va souvent contempler une opulente demeure de la région, Paradise, qui lui inspire des fantasmes échevelés. Sûre d'elle, habitée par le rêve d'une vie fastueuse et romantique, elle écrit des romans à l'eau de rose et refuse un destin de domestique. Quand Théo un éditeur londonien accepte de publier son premier roman, le succès est immédiat. Pourtant, dans son arrogance et son refus de la réalité, Angel ne sait pas voir qu'aux yeux du grand monde, ses goûts clinquants, son manque d'éducation et sa littérature superficielle la condamnent à la marginalité. Grâce à l'enchaînement des succès de librairie, la jeune femme connaît une ascension sociale fulgurante. Éperdue d'admiration devant le talent et la force de caractère d'Angel, une jeune femme issue d'une grande famille désargentée, Nora Howe-Nevinson lui offre ses services en tant que secrétaire et lui voue une loyauté sans faille. Angel rencontre son frère, Esmé Howe-Nevinson, un peintre sans le sou, et tombe follement amoureuse de lui. Elle est la seule à ne pas voir tout ce qui les sépare : faible, corruptible, joueur, séducteur, Esmé veut peindre la réalité dans toute sa noirceur. Angel constate que Paradise est à vendre. Elle l'achète et s'y installe, plus déterminée que jamais à ne se consacrer qu'aux beautés de l'existence. La mère d'Angel meurt. Angel épouse Esmé. Quand la Première Guerre mondiale éclate, Esmé s'engage et part pour le front, malgré les supplications et les menaces d'Angel. Angel, blessée d'avoir été abandonnée par Esmé, se met écrire des livres antimilitaristes, ce qui va à l'encontre des goûts de son lectorat et de l'opinion publique en général. Sa situation financière se dégrade. Angel fait une fausse-couche. Nora se rend à Londres remettre à Théo le dernier manuscrit d'Angel. Alors qu'ils sont dans un pub, elle aperçoit Esmé en compagnie d'une jolie femme. Elle ignorait que celui-ci était en permission. Esmé revient amputé d'une jambe. Il replonge dans l'alcool et la dépression. Il demande à Angel de l'argent pour payer des dettes de jeux. Angel lui révèle que ses finances sont au plus mal, mais que pour subvenir à ses besoins elle va recommencer à écrire des romans correspondant à ceux de son ancien lectorat. Esmé se rend à Londres et observe la femme en compagnie d'un jeune garçon et d'un autre homme. Le lendemain matin, Nora le trouve pendu dans le salon. Angel déprimée par le chagrin, fait réaliser une tombe magnifique dans le parc de la propriété. Un jeune journaliste admirateur d'Esmé, vient à Paradise pour connaitre son existence. Angel fait un portrait élogieux d'Esmé. Elle découvre par hasard dans un livre d'Esmé une lettre que la femme de Londres lui a écrite et chasse sèchement le journaliste. Angel interroge Nora qui finit par lui avouer qu'elle a aperçu son frère à Londres avec une autre femme. Angel se rend à Londres chez cette femme. Celle-ci lui révèle qu'elle vivait à Paradise quand elle était enfant, qu'elle a rencontré Esmé à cette époque et qu'ils sont restés amis. En repartant, Angel croise le fils de cette femme et reconnaît en lui Esmé. Angel sombre dans la dépression et sa santé décline très vite. Elle meurt peu après et est enterrée à côté de la tombe d'Esmé, la sienne étant plus rudimentaire. Nora et Théo, s'étant recueillis devant sa tombe, retournent vers Paradise.

## Fiche technique
- Réalisation : François Ozon
- Scénario : François Ozon (dialogues et scénario) et Martin Crimp (dialogues), d'après le roman d'Elizabeth Taylor
- Musique : Philippe Rombi
- Photographie : Denis Lenoir
- Son : Pierre Mertens
- Direction artistique : Alexandra Lassen
- Décors : Katia Wyszkop
- Costumes : Pascaline Chavanne
- Montage : Muriel Breton
- Direction des effets spéciaux : Martin McLaughlin
- Production : Olivier Delbosc et Marc Missonnier
  - Co-production : Christopher Granier-Deferre, Genevieve Lemal et Alexandre Lippens
  - Production déléguée : Tanya Seghatchian (en)
  - Production associée : Bernadette Thomas
- Sociétés de production : Fidélité Productions et Scope Pictures
- Sociétés de distribution : Wild Bunch Distribution (France), ABC Distribution (Belgique), Cinemien (Belgique), Lions Gate Film (Royaume-Uni)
- Visa d'exploitation no : 95 782
- Format : couleur - 1,85:1 - Dolby SRD/DTS - 35 mm
- Pays d'origine :  Royaume-Uni,  Belgique,  France
- Langue originale : anglais
- Genre : drame, romance
- Durée : 130 minutes
- Dates de sortie :
  - Allemagne : 17 février 2007 (Berlinale, première mondiale)
  - France : 14 mars 2007

## Distribution
Source et légende : Version française (V. F.) sur le site d’AlterEgo (la société de doublage)

## Distinctions
- Berlinale 2007 : sélection officielle, en compétition pour l'Ours d'or